# Luiz Alfredo Salomão
Luiz Alfredo Salomão (Rio de Janeiro, 19 de dezembro de 1945) é um engenheiro eletricista, professor e político brasileiro que foi deputado federal pelo Rio de Janeiro.

## Dados biográficos
Filho de Oscar Alfredo Salomão e Alzira Levy Salomão. Engenheiro Eletricista formado em 1968 pela Universidade Federal do Rio de Janeiro com pós-graduação pelo Conselho Nacional de Economia. Trabalhou na Associação Brasileira de Cimento Portland, na Fundação Centro Brasileiro de TV Educativa do Ministério da Educação e na Light além de ter lecionado na Fundação Getúlio Vargas. Assessor do Ministério do Planejamento e do Ministério da Fazenda foi vice-presidente da Atlântica Boa Vista de Seguros.
A convite de Rafael de Almeida Magalhães ingressou no MDB e no PMDB, entretanto foi pelo PDT que construiu sua carreira política ao eleger-se deputado estadual pelo Rio de Janeiro em 1982 afastando-se do mandato para ocupar a Secretaria de Obras e Meio Ambiente no governo Leonel Brizola. Eleito deputado federal em 1986 e 1990 ajudou a elaborar a Constituição de 1988, foi Secretário de Indústria e Comércio no segundo governo Leonel Brizola e votou a favor do impeachment de Fernando Collor em 29 de setembro de 1992. Suplente de deputado federal nas três eleições seguintes, chegou a ser convocado para exercer o mandato e assumiu a direção da Escola de Políticas Públicas e de Governo da Universidade Federal do Rio de Janeiro ingressando no PT em 2003.